# Eleuter
En la mitología griega Eleuter (Ἑλευθήρ) era un príncipe arcadio hijo de Licaón, el rey que fue convertido en lobo por ofrecer sacrificios humanos a Zeus.
La mayoría de los hermanos de Eleuter se convirtieron en unos príncipes sacrílegos y despiadados cuyas crueldades llegaron a oídos del mismo Zeus. El dios, para comprobar si eran ciertos los rumores, se disfrazó de agricultor o de mendigo y se alojó en el palacio de los licaónidas. Algunos signos auguraban la divinidad del huésped, por lo que Ménalo, uno de los hermanos de Eleuter, convenció al resto para que mataran a un niño (en algunas versiones otro de los hermanos) y se lo sirvieran a Zeus de cena. El dios reconoció inmediatamente el sacrílego manjar y fulminó a los criminales con su rayo, o bien los convirtió en lobos.
Pero Eleuter, junto con Lébado, fueron los únicos hijos de Licaón que no participaron en el sacrilegio, por lo que fueron perdonados por el dios. Ambos huyeron a Beocia, donde fundaron las ciudades de Eléuteras y Lebadea respectivamente.